# 膝に矢を受けてしまってな
膝に矢を受けてしまってな（ひざにやをうけてしまってな、Arrow in the knee）は、2011年にベセスダ・ゲーム・スタジオよりリリースされたテレビゲーム『The Elder Scrolls V: Skyrim』（『スカイリム』）の登場人物のセリフに由来するインターネット・ミーム。セリフの全体は「昔はお前のような冒険者だったのだが、膝に矢を受けてしまってな……」（I used to be an adventurer like you. Then I took an arrow in the knee...）。このセリフ自体は普通のものだが、世界中に複数配置されたノンプレイヤーキャラクター（NPC）である衛兵が頻繁にプレイヤーに話しかけてくるセリフとして認識され、滑稽みを帯びて予想外の人気を得た。The Elder Scrollsシリーズ（TESシリーズ）とは無関係のメディアでもよく用いられた。

## オリジナル
「昔はお前のような冒険者だったのだが、膝に矢を受けてしまってな……」（I used to be an adventurer like you. Then I took an arrow in the knee...）というセリフは『The Elder Scrolls V: Skyrim』（『スカイリム』）において街や集落に配置されたノンプレイヤーキャラクター（NPC）である衛兵がプレイヤーに掛けてくる汎用的なセリフの1つである。
ベセスダ・ゲーム・スタジオの幹部たちは、『スカイリム』の開発後半において、NPCである衛兵にゲーム世界に即した個性を持たせたいと考えていた。一般にこの手のゲームキャラクターは単に唸り声をあげるだけか、もしくはプレイヤーに何をすべきかの指示やヒントを与えるだけの役割を持つ無個性なものであった。
開発部門のチーフスタッフであったトッド・ハワードによれば、この仕事は気の利いた短いセリフ（one-liners）を書くことに優れた開発メンバーのエミル・パグリアルーロに任されることになった。ゲームプレイ上、メインクエストに従うのであれば、プレイヤーが最初に出会う衛兵は城塞都市ホワイトランのものが可能性が高く、彼が最後のドラゴンボーン（ドヴァーキン）であるプレイヤーを観察してどのようなセリフを述べるかが重要だった。
この仕事にあたってパグリアルーロは、衛兵がプレイヤーを褒めたり、プレイヤーの現在の活動について言及したり、あるいは自分の人生を回想したりするような他愛ないセリフを創作した。
その1つにあったのが「昔はお前のような冒険者だったのだが、膝に矢を受けてしまってな」（I used to be an adventurer like you, then I took an arrow in the knee.）であった。
これは衛兵に「趣きと個性」を与える彼の試みであったが、半ば引退状態の「くたびれたファンタジーの巡査」というアイデアは、一定の信憑性がある「ユーモアのあるもの（funny opportunity）」のように彼は感じた。
『スカイリム』のオーディオディレクターであるマーク・ランパートによれば、「膝に矢を受けてしまってな」のセリフが目立ってしまったのは開発サイドとしては予期しない結果であったという。
ゲームプログラミングとして衛兵のセリフはプロシージャル生成されるもので、多くの候補から様々な条件（フラグ）に応じたものが、ランダムに選択されて発せられるというものであった。それゆえに開発サイドとしては、プレイヤーは特定のセリフを聞かないことがあり、聞くことがあったとしても、たまに聞くぐらいだろうと想定していた。開発者たちが見落としたのは、立ったフラグが少ないゲームの初期状態では、結果として選ばれるセリフは特定のものに絞られやすいことだった。「膝に矢を受けてしまってな」のセリフの条件は、プレイヤーがダンジョンを探索して宝物を得ることで立つ冒険者というフラグであった。実際のゲームプレイにおいて、大半のプレイヤーはホワイトランに到着する前に少なくとも1つのダンジョンを探索し、フラグを立てていることが多かった。他方で、他の条件（例えばゲーム後半で手に入るような高級装備を身につけること）をゲームの初期に満たすことはほぼなかった。この結果、ホワイトランの衛兵が話すセリフとして「膝に矢を受けてしまってな」の蓋然性が想定せず高まった。加えて、そのランダム性により、衛兵はプレイヤーとのさらなる遭遇時に同じフレーズを繰り返す可能性があった。
また、このセリフは特定の衛兵だけではなく、世界中の衛兵が同様に話すために劇中世界固有の慣用句であるかのような印象すらプレイヤーに与えることになった。

## ミームとして
『スカイリム』が2011年11月11日に全世界で発売された直後から、このセリフは予想外の人気を博した。インターネット上の多くの掲示板フォーラムやブログで、衛兵NPCのセリフや声優の演技を面白がったプレイヤーたちによって話題にされた。例えば「昔は〇〇だったのだが、膝に矢を受けてしまってな」のような改変ジョーク（スノークローン）として頻繁に引用された。
同様に「当ててやろうか？ 誰かにスイートロールを盗まれたかな？」という衛兵のセリフもネタになりやすく、「昔はお前のようなスイートロールだったが、膝にスイートロールを受けてしまってな」という2つを混ぜたジョークも人気を博した。
2012年2月まえにKotakuのステファン・トティロは、このフレーズを「2011年の大きなテレビゲーム・ジョーク」だとし、『スカイリム』で最も繰り返されたセリフであると評した。
このフレーズはミームとして有名になり、Tシャツやタトゥー、無許可のファンゲームなど、多くのファンメイド作品を生み出した。
また、シリーズやベセスダの知的財産権（IP）に関係せず、プロが製作したメディア作品でも言及されることがあった。
例えば、音楽デュオLMFAOによる2012年のシングル『Sorry for Party Rocking』のミュージックビデオでは、視覚的なギャグとして引用されている。
2012年5月に放送されたアメリカの警察ドラマ『NCIS 〜ネイビー犯罪捜査班』の第9シーズン第22話でもジョークとして用いられた。
2013年に発売された『Crysis 3』ではゲーム内実績の1つで、このミームに言及していた。
このフレーズはしばしば結婚を申し込むスラングだと誤解されることもあった。

## 反応
Know Your Memeなどのウェブサイトを通じて、このセリフはパトリック・ロスファスの小説『風の名前』から拝借されたという風説がネット上で流れたが、パグリアルーロはこれを否定している。
2012年7月までに、ベセスダはミームの人気に応じる形で、膝に矢が突き刺さったキャラクターをモデルとしたXboxアバター用スキンの販売を開始した 。
GamesRadarに掲載されたこのミームの起源を振り返る特集記事において、ランパートはベセスダが開発・販売するテレビゲームには、ゲーム規模の大きさやゲーム内条件の組み合わせによる偶発的な発生から、意図せずプレイヤーの人気を博するようなミームが生まれることがよくあると指摘している。また、彼はこのミームがブレイクした理由として衛兵のアクセントや切なげな態度を挙げた他、2011年11月のリリース直後の人気プレイ動画の影響も大きかったとしている。比較的早い段階で登場するシーンであるがゆえに繰り返し登場し、「完璧な嵐」になったとしている。
このセリフの根強い人気は、『スカイリム』の発売から10年を経た後でも解説者によって言及されている。
好意的な反応ばかりではなく、ミームの広がりと人気に不満を示すものもあった。
例えばレッドブルのジョン・パートリッジは史上最悪のテレビゲームのセリフの1つだとし、このゲームの「馬鹿げた脚本」を表していると指摘している。

## パロディ
2022年にフランスのゲーム開発会社BlueTwelve Studioが製作した『Stray』には、かつてバーを経営していたNPCが「膝にドライバーを刺されてしまってな」と話すシーンがある。
2024年に中国のゲーム開発会社Mihoyoが製作した『ゼンレスゾーンゼロ』では敵NPCの「昔は治安官だった――ホロウでの作戦中、膝に矢を受けてしまって…」というセリフが登場する。